# Sociaux-démocrates (Slovénie)
« Parti du renouveau démocratique (Slovénie) » redirige ici. Pour les autres significations, voir Renouveau démocratique et Parti du renouveau démocratique.
Les Sociaux-démocrates (en slovène : Socialni demokrati, SD) est un parti politique slovène de centre gauche, fondé en 1993.
Il compte actuellement 7 députés sur 90 à l'Assemblée nationale, deux députés sur 8 au Parlement européen et siège dans l'opposition à Janez Janša.

## Historique

### Fondation et débuts
Le parti est fondé le 29 mai 1993, sous le nom de Liste unie des sociaux-démocrates (en slovène : Združeno listo socialnih demokratov, ZLSD). La formation participe alors au deuxième gouvernement du libéral-démocrate Janez Drnovšek, mais passe dans l'opposition après les législatives du 10 décembre 1996.
En mars 1997, Borut Pahor prend la présidence de la ZLSD, qui réintègre la coalition gouvernementale après les législatives de 2000. À cette occasion, Pahor prend la présidence de l'Assemblée nationale, jusqu'à son élection au Parlement européen en juin 2004.

### Premier parti d'opposition
Du fait de la victoire du centre-droit, emmené par le Parti démocratique slovène (SDS) aux élections législatives du mois de novembre 2004, le parti passe dans l'opposition. L'année suivante, il prend son nom actuel, puis, profitant de défections au sein de la Démocratie libérale slovène (LDS), devient le premier parti de l'opposition. À la présidentielle de 2007, les SD soutiennent l'indépendant Danilo Türk, qui écrase au second tour le conservateur Alojz Peterle, candidat du SDS.

### À la tête du gouvernement
Les élections législatives de novembre 2008 marquent l'apogée des sociaux-démocrates, qui remportent plus de 30 % des voix et se classent au premier rang des forces politiques slovènes. Grâce à une alliance avec la LDS, Réel (Zares) et le Parti démocrate des retraités slovènes (DeSUS), Borut Pahor est investi président du gouvernement. Cependant, en avril 2011, le DeSUS se retire, suivi de Zares deux mois plus tard.

### Retour dans l'opposition
Des élections anticipées sont alors convoquées en décembre suivant, et les Sociaux-démocrates, concurrencés au centre gauche par Slovénie positive (PS), s'effondrent avec à peine 10,5 % des suffrages exprimés. Le président du gouvernement sortant indique toutefois qu'il est prêt à entrer dans une coalition menée par la PS, mais le chef de cette dernière, Zoran Janković, ne parvient pas à constituer de majorité.

### Victoire présidentielle et retour au gouvernement
Au mois de juin 2012, Pahor est battu de très peu par son ancien ministre de l'Éducation, Igor Lukšič, à la présidence du parti. L'ancien chef du gouvernement annonce alors sa volonté de se présenter à la présidentielle qui se tiendra à la fin de l'année et reçoit le soutien de son parti. Lors du scrutin, il l'emporte avec une large avance, au second tour, contre le chef de l'État sortant, Danilo Türk.
Après plusieurs départs de la coalition au pouvoir, de nouveau dirigée par le SDS, Slovénie positive dépose une motion de censure, votée par les SD, la Liste civique (DL) et le DeSUS le 27 février 2013. Environ un mois plus tard, le 20 mars, Alenka Bratušek, présidente de PS, est investie présidente du gouvernement et les SD font leur retour au gouvernement.

### Un parti affaibli
Les élections européennes du 25 mai 2014 confirment la grande faiblesse du parti : avec à peine 8,1 % des voix, la formation ne remporte qu'un élu sur les huit attribués à la Slovénie. Dès le lendemain, Igor Lukšič démissionne et Dejan Židan prend la présidence par intérim. Les législatives anticipées du 13 juillet voient les SD continuer de chuter, tombant à 5,98 % des voix, soit 6 députés.
Il sauve toutefois sa participation au gouvernement en entrant dans la coalition constituée par le Parti de Miro Cerar (SMC) et le DeSUS. Au cours d'un congrès organisé le 7 janvier 2015, Židan est confirmé comme président des Sociaux-démocrates. Ayant retrouvé la 3e place des forces politiques en 2018 avec quatre députés supplémentaires, le parti rejoint la coalition à cinq partis formée autour de Marjan Šarec, Židan étant élu président de l'Assemblée nationale. Les élections européennes de 2019 confirment cette embellie avec un score de 18,6 % et la deuxième place.
Après la démission de Šarec et le retour de Janez Janša au pouvoir en février 2020, les SD retournent dans l'opposition.

## Résultats électoraux

### Élections législatives
| Année | %     | #      | Députés | Gouvernement                                 |
| ----- | ----- | ------ | ------- | -------------------------------------------- |
| 1990  | 17,28 | 1er    | 14 / 80 | Opposition                                   |
| 1992  | 13,6  | 3e     | 14 / 90 | Drnovšek II (1993-1996), opposition (1996)   |
| 1996  | 9,0   | 5e ()  | 9 / 90  | Drnovšek III (1997-2000), opposition (2000)  |
| 2000  | 12,1  | 3e ()  | 11 / 90 | Drnovšek IV (2000-2002), Rop (2002-2004)     |
| 2004  | 10,2  | 3e ()  | 10 / 90 | Opposition                                   |
| 2008  | 30,5  | 1er () | 29 / 90 | Pahor                                        |
| 2011  | 10,5  | 3e ()  | 10 / 90 | Opposition (2012-2013), Bratušek (2013-2014) |
| 2014  | 6,0   | 4e ()  | 6 / 90  | Cerar                                        |
| 2018  | 9,9   | 3e ()  | 10 / 90 | Šarec (2018-2020), opposition (2020-2022)    |
| 2022  | 6,6   | 4e ()  | 7 / 90  | Golob                                        |

### Élections présidentielles
| Année     | Candidat              | 1er tour        | 1er tour        | 1er tour        | 2e tour         | 2e tour         | 2e tour         |
| Année     | Candidat              | Voix            | %               | #               | Voix            | %               | Élu             |
| --------- | --------------------- | --------------- | --------------- | --------------- | --------------- | --------------- | --------------- |
| 1992 (sl) | Pas de candidat       | Pas de candidat | Pas de candidat | Pas de candidat | Pas de candidat | Pas de candidat | Pas de candidat |
| 1997 (sl) | Pas de candidat       | Pas de candidat | Pas de candidat | Pas de candidat | Pas de candidat | Pas de candidat | Pas de candidat |
| 2002 (sl) | Lev Kreft (sl)        | 25 715          | 2,25            | 6e              | Non qualifié    | Non qualifié    | Non qualifié    |
| 2007 (sl) | Danilo Türk (soutien) | 241 349         | 24,47           | 2e              | 677 333         | 68,03           | Oui             |
| 2012      | Borut Pahor           | 326 006         | 39,87           | 1er             | 478 859         | 67,37           | Oui             |
| 2017      | Borut Pahor           | 355 117         | 47,21           | 1er             | 378 307         | 53,09           | Oui             |

### Élections européennes
| Année | %    | #     | Députés | Groupe |
| ----- | ---- | ----- | ------- | ------ |
| 2004  | 14,2 | 4e    | 1 / 7   | PSE    |
| 2009  | 18,4 | 2e () | 2 / 7   | S&D    |
| 2014  | 8,1  | 5e () | 1 / 8   | S&D    |
| 2019  | 18,6 | 2e () | 2 / 8   | S&D    |